# Tyrannochthonius rahmi
Tyrannochthonius rahmi är en spindeldjursart som beskrevs av Beier 1976. Tyrannochthonius rahmi ingår i släktet Tyrannochthonius och familjen käkklokrypare. Inga underarter finns listade i Catalogue of Life.